# Hanne Hukkelberg
Hanne Hukkelberg (Kongsberg, 17 aprile 1979) è una cantante norvegese.

## Biografia
Dopo essersi laureata alla Norges musikkhøgskole nel 2003, Hanne Hukkelberg ha avviato la sua carriera musicale, pubblicando il suo album di debutto Little Things nel 2004. Il disco in un anno ha venduto più di 10 000 copie.
Nel 2006 è uscito il secondo album della cantante, Rykestraße 68, che ha debuttato alla 27ª posizione nella classifica norvegese e che le ha fruttato il suo primo premio Spellemann, il principale riconoscimento norvegese. Il disco è stato seguito da una tournée negli Stati Uniti.
È stata candidata per il premio all'artista femminile dell'anno agli Spellemann del 2009 grazie al successivo album Blood from a Stone, che si è anche rivelato il suo miglior piazzamento nella classifica nazionale, dove ha raggiunto il 22º posto. Il quarto album del 2012, Featherbrain, si è invece fermato alla 30ª posizione ed è stato promosso da una tournée che ha toccato Europa e Nordamerica.

## Discografia

### Album in studio
- 2004 – Little Things
- 2006 – Rykestraße 68
- 2009 – Blood from a Stone
- 2012 – Featherbrain
- 2017 – Trust
- 2019 – Birthmark

### Colonne sonore
- 2018 – Røverdatter

### EP
- 2003 – Cast Anchor

### Singoli
- 2006 – A Cheater's Armoury
- 2006 – Do Not as I Do
- 2017 – The Whip
- 2017 – IRL
- 2017 – Embroidery
- 2018 – Figure Father
- 2018 – Stardust
- 2019 – Crazy
- 2019 – The Young and Bold I